# 宜州区
宜州区是中国广西壮族自治区河池市所辖的一个市辖区，原为宜山县（1993年9月9日撤县设宜州市）。位于广西壮族自治区中部偏北，龙江中游两岸。东与柳城、柳江两县区接壤，南与忻城、都安相连，西与金城江区、环江相靠，北与罗城等市县为邻。

## 历史
2012年广西龙江镉污染事件第一個在下游受影響的縣級行政區即為宜州市。
2016年11月，国务院批复同意撤销宜州市，设立河池市宜州区。區人民政府駐慶遠鎮金宜大道378号。2021年，河池市人民政府驻地已由金城江区迁往宜州区。

## 行政区划
宜州区下辖9个镇、5个乡、2个民族乡：
庆远镇、三岔镇、洛西镇、怀远镇、德胜镇、石别镇、北山镇、刘三姐镇、洛东镇、祥贝乡、屏南乡、福龙瑶族乡、北牙瑶族乡、同德乡、安马乡和龙头乡。

## 人口
根据(广西壮族自治区)河池市第七次全国人口普查主要数据公报显示：宜州区常住人口为549359人，男性人口占比50.61%，女性人口占比49.39%，年龄结构中0-14岁占比21.85%，15-59岁占比58.66%，60岁以上占比19.49%，65岁以上占比14.01%。

## 地理
地处东经108°4′11″～109°2′44″之间，北纬24°0′10″～245′25″之间，境域东西宽101.5公里，南北长95.64公里。

## 教育
- 河池学院

## 图册
- 刘三姐广场
- 宜州大桥
- 河池学院
- 1932年運動會
- 1932年運動會

## 旅游
- 会仙山摩崖石刻

## 交通
宜州区境内有黔桂铁路和 汕昆高速、 桂河高速、 242国道、 323国道穿过。

## 国家级非物质文化遗产
- 刘三姐歌谣